# Дедово (Башкортостан)
Дедово (баш. Дедов) — село в Федоровском районе Башкортостана. Административный центр Дедовского сельсовета.

## География
Находится на левом берегу реки Ашкадар.
Расстояние до:
- районного центра (Фёдоровка): 15 км,
- ближайшей ж/д станции (Мелеуз): 79 км.

## Население
| 2002 | 2009 | 2010 |
| ---- | ---- | ---- |
| 331  | →331 | ↘328 |

Национальный состав
Согласно переписи 2002 года, преобладающая национальность — русские (59 %).

## Известные дедовцы
- Владимир Павлович Пустарнаков (1924—2000) — советский российский живописец, заслуженный художник БАССР (1977), член Союза художников с 1964 года, заслуженный художник РБ (1995), лауреат республиканской премии имени Салавата Юлаева (1993), участник Великой Отечественной войны.
- Трутнев Николай Михайлович — Заслуженный хирург Башкортостана.